# Dielitzia
Dielitzia là một chi thực vật có hoa trong họ Cúc (Asteraceae).

## Loài
Chi Dielitzia gồm các loài: